# إقليم أزيلال
إقليم أزيلال هو أحد الأقاليم المغربية، وينتمي إلى جهة بني ملال خنيفرة.

خارطة جهة تادلة أزيلال

## التقسيم الإداري
يضم إقليم أزيلال 2 جماعات حضرية و42 جماعة قروية:

### الحواضر
- أزيلال
- دمنات

### الجماعات القروية

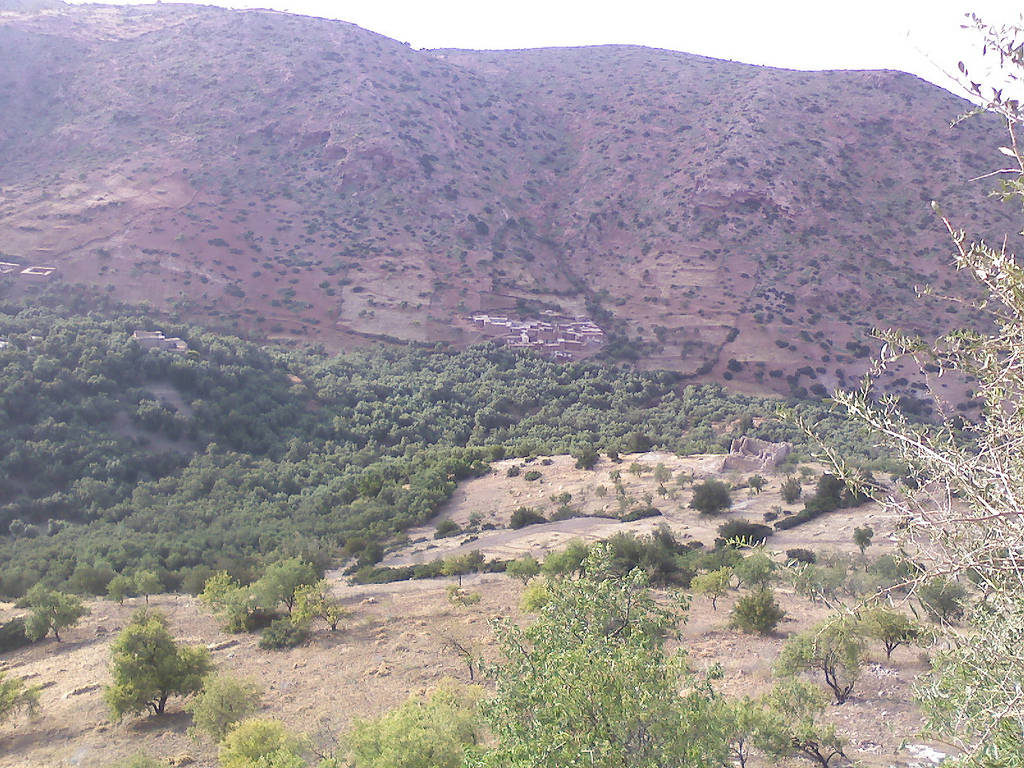
آيت اعتاب.

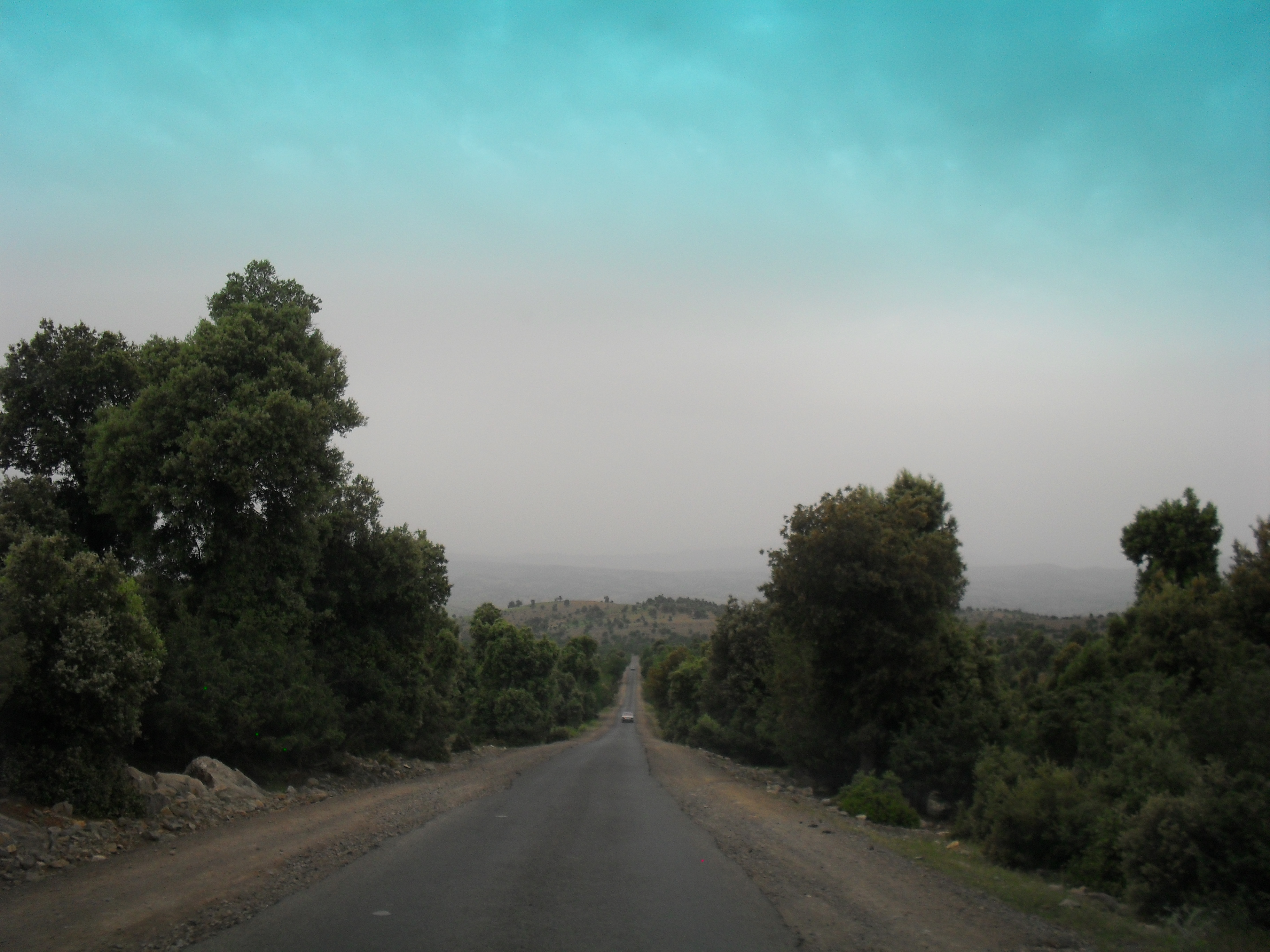
طريق ايت محمد.

| - أفورار - أڭودي نلخير - آيت عباس - آيت بلال - آيت ماجدن - آيت مزيغ - آيت امحمد - آيت وعرضى - آيت أومديس - آيت اوقبلي - آيت تڭلا - آيت تمليل - أنرڭي - آيت بولي | - أنزو - بين الويدان - بني عياط - بني حسن - بزو - فم الجمعة - إمليل - إسكسي - مولاي عيسى بن إدريس - واويزغت - واولى - ارفالة - سيدي بولخلف - سيدي يعقوب | - تبانت - تبروشت - تابية - تاڭلفت - تامدا نومرسيد - تنانت - تاونزا - تدلي فطواكة - تيفرت نآيت حمزة - تفني - تيلوڭيت - تيموليلت - تسقي - زاوية أحنصال - ايت اعزم - آيت اعتاب - ايت بوكماز |

## صور

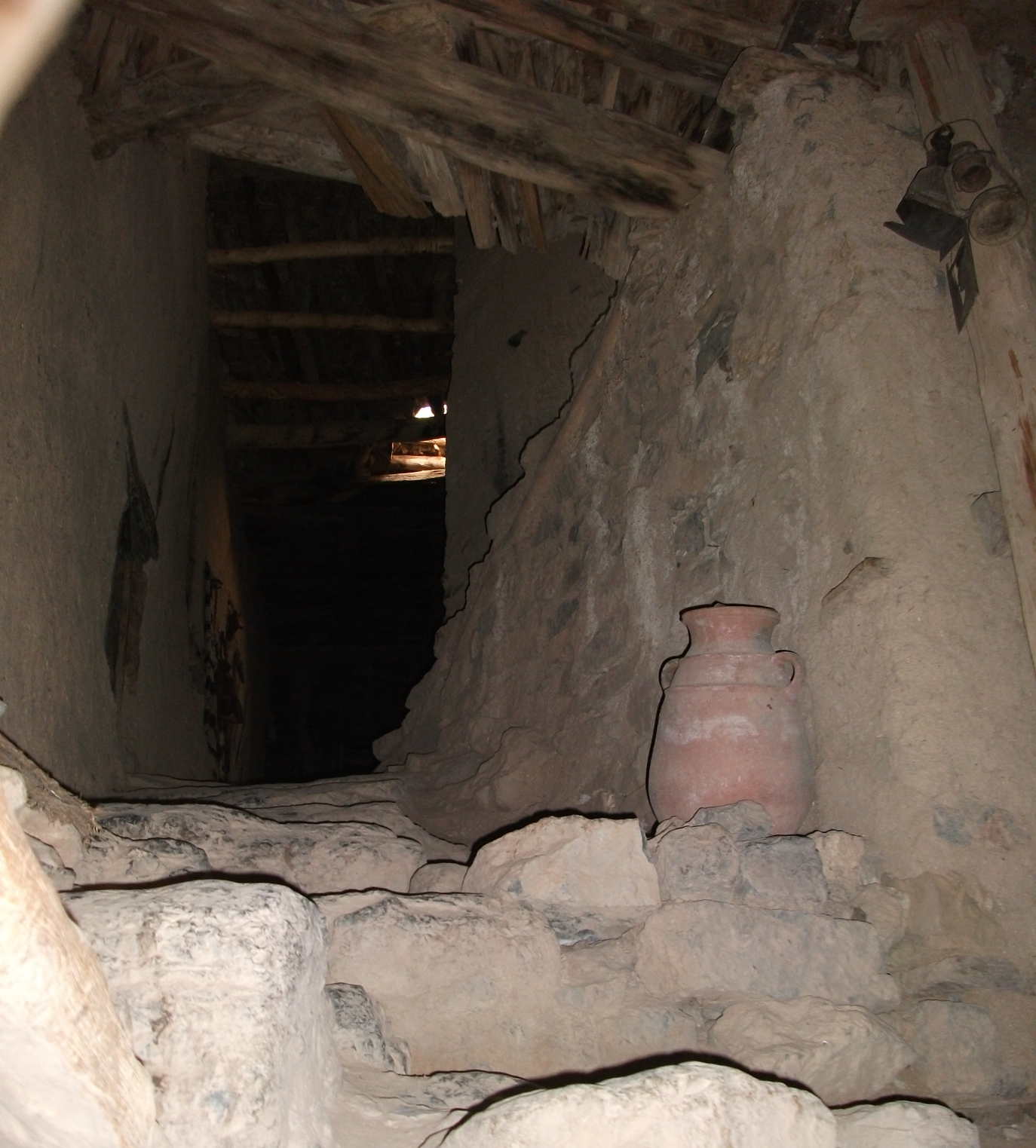
تيميت - أكادير سيدي موسى
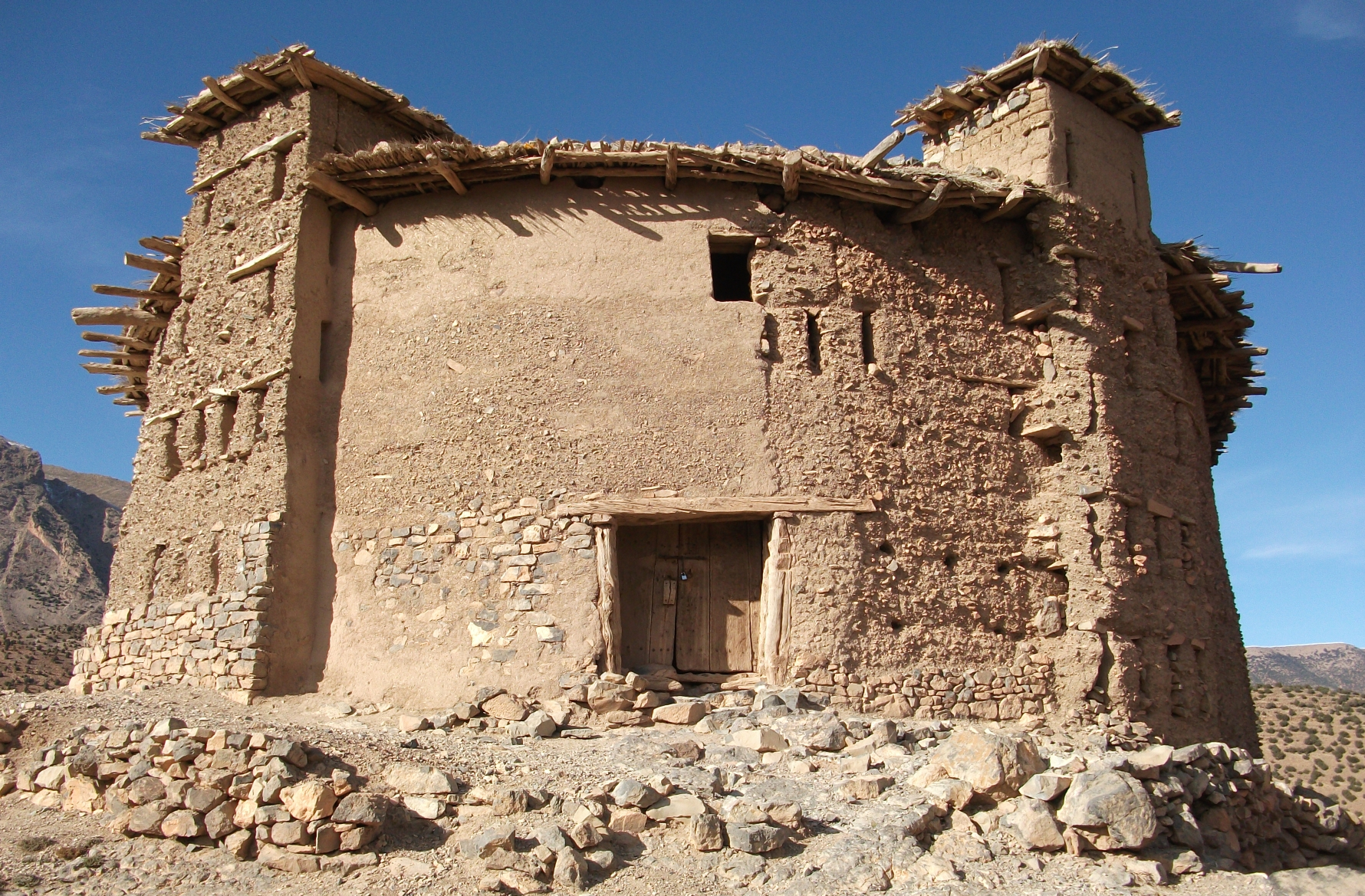
تيميت - أكادير سيدي موسى
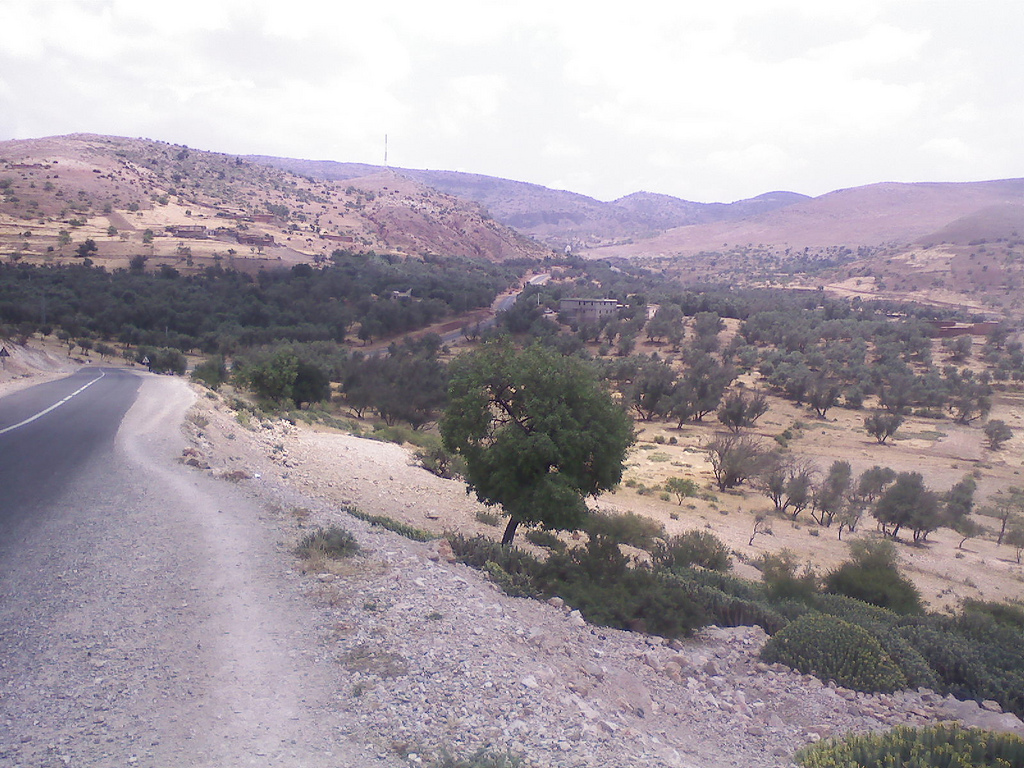
طريق شلالات أوزود
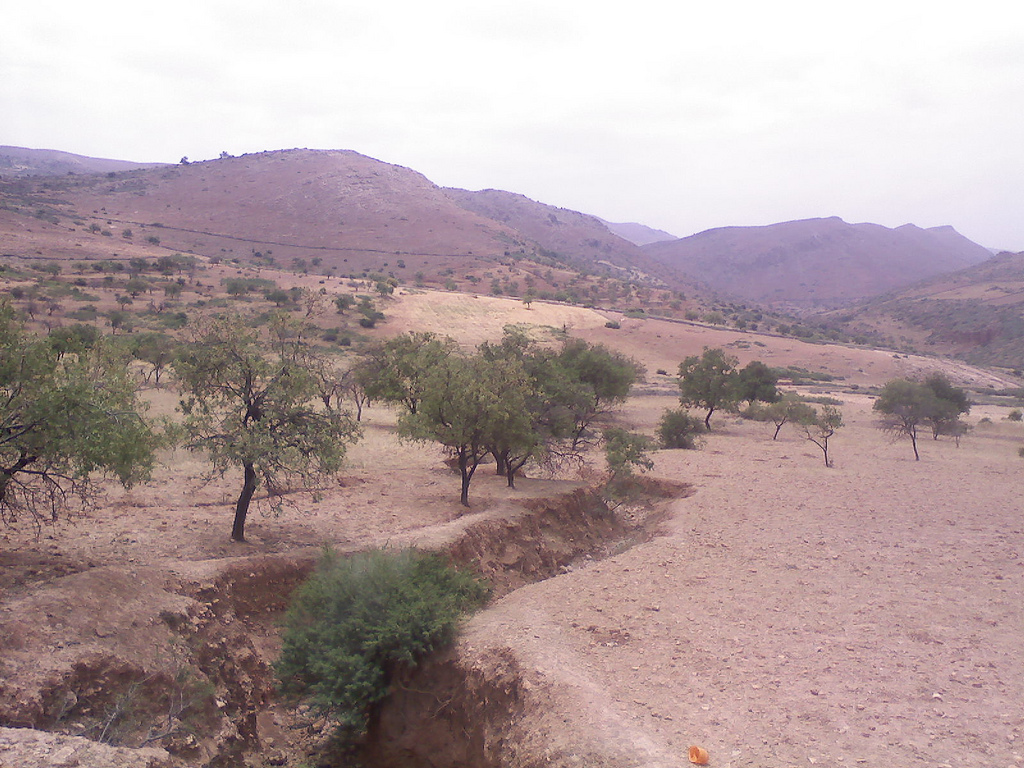
طريق شلالات أوزود
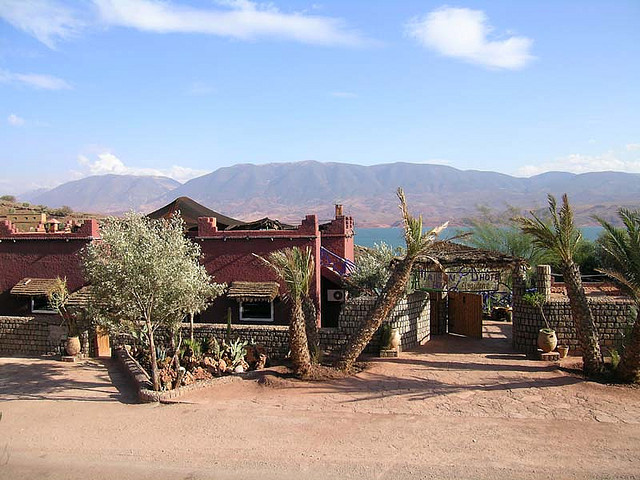
سد بين الويدان